# Kostolné Kračany

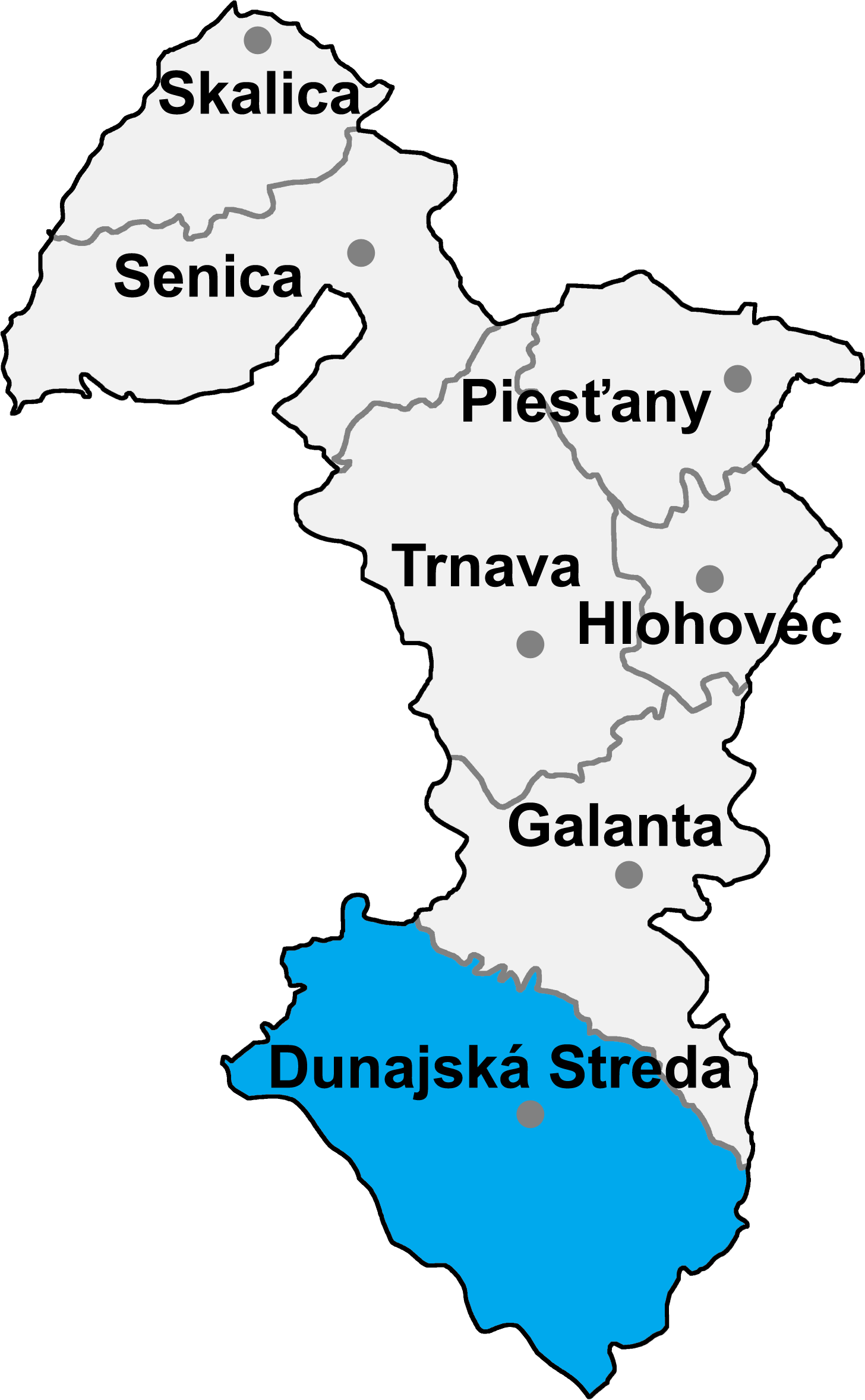
Localização de Dunajská Streda (distrito) na Trnava (região)

O Distrito eslovaco de Kostolné Kračany  é um dos sessenta e quatro municípios que formam a Distrito de Dunajská Streda, situada em Região de Trnava, Eslováquia.

## Demografia
| Ano:        | 1994 | 2004    | 2014   | 2024    |
| ----------- | ---- | ------- | ------ | ------- |
| Broj ljudi: | 1071 | 1222    | 1305   | 1494    |
| Razlika:    |      | +14,09% | +6,79% | +14,48% |

| Ano:               | 2023 | 2024   |
| ------------------ | ---- | ------ |
| Número de pessoas: | 1464 | 1494   |
| Diferença:         |      | +2,04% |